# Sitophilus
Sitophilus là một chi mọt. Một số là loài gây hại của các sản phẩm thực phẩm được lưu trữ. Các loài đáng chú ý bao gồm mọt gạo (S. oryzae), mọt lúa mì (S. granarius), và mọt ngô (S. zeamais).

## Phân bố
Mọt gạo và mọt ngô có phạm vi gần như phân bố toàn cầu, xuất hiện khắp các vùng ấm hơn trên thế giới. Ở châu Âu, chúng được thay thế bằng loại mọt lúa mì Cổ Bắc giới.

## Sinh học
Con cái cái trưởng thành đục một lỗ trong một hạt, và đẻ một quả trứng, thường là một quả trứng cho mỗi hạt. Con cái đánh dấu lỗ bằng một bài tiết. Ấu trùng phát triển trong khi cho ăn bên trong hạt, và sau đó hóa nhộng. Nó thường để lại hạt hoàn toàn rỗng khi nó thoát ra khi trưởng thành. Mọt lúa mì có thể sống trên hạt sồi, và có thể đã sử dụng chúng như một vật chủ trước khi nông nghiệp làm giàu ngũ cốc. Mọt gạo có thể sống trên đậu, hạt, ngũ cốc và một số loại trái cây, chẳng hạn như nho. Nhiều loài Sitophilus khác sử dụng hạt của các loài sồi như Quercus incana và Quercus floribunda. Một số loài sử dụng hạt của các cây trong họ Dipterocarpaceae, Fabaceae. Sitophilus linearis chỉ biết đến ở các hạt của cây me.
Một số loài Sitophilus là những vật chủ của γ-Proteobacterium nội bào. Mọt và vi khuẩn có mối quan hệ cộng sinh trong đó vi khuẩn tạo ra các chất dinh dưỡng như amino acid và vitamin cho vật chủ, bổ sung chế độ ăn ngũ cốc của nó.

## Loài
Đến thời điểm 1993, có khoảng 14 loài Sitophilus.
Các loài:
- Sitophilus conicollis
- Sitophilus cribrosus
- Sitophilus erosa
- Sitophilus glandium
- Sitophilus granarius – mọt lúa mì,
- Sitophilus linearis – tamarind weevil
- Sitophilus oryzae – mọt gạo
- Sitophilus quadrinotatus
- Sitophilus rugicollis
- Sitophilus rugosus
- Sitophilus sculpturatus
- Sitophilus vateriae
- Sitophilus zeamais – mọt ngô

Hóa thạch:
- Sitophilus punctatissimus